# Maria Rataj
Maria Rataj (ur. 6 lipca 1918 w Kaliszu, zm. 8 czerwca 1995 w Poznaniu), właściwie Marianna Rudowicz – polska pisarka, autorka wspomnień z przedwojennego Poznania pt. Zaułki grzecznego miasta.

## Życiorys
Pierwsze lata życia Maria spędziła w domu rodzinnym w Kaliszu. Jej rodzicami byli Minna Lisbeth (Elżbieta) Hoffmann i Jan Rudowicz. Lisbeth Hoffmann, córka Hermanna Karla Maxa i Luise Mathilde Pauline Arndt, była Niemką wyznania ewangelickiego z rodziny stolarzy, pochodzącej z Rixdorf (obecnie Neukölln, dzielnica Berlina). Jan Rudowicz, syn Franciszka i Marianny z Uzarowiczów, pracował jako poborca podatkowy w Urzędzie Skarbowym w Kaliszu. Para pobrała się w 1917 r. w Berlinie. Jan porzucił rodzinę kilka lat po ślubie, we wczesnym okresie życia Marii. W 1920 r. wraz z matką przeniosła się do Poznania. Tam urodził się jej młodszy o cztery lata brat Maks oraz przyrodnia siostra Teodozja, młodsza o czternaście lat. Rodzina mieszkała bez ojca, podnajmując pokój w uboższych dzielnicach miasta. Zamieszkiwali pod adresami: Górna Wilda 13, Fabryczna 6, św. Marcin 48, Garbary 49, Dolina 7 i Dolna Wilda 63. W 1926 roku Jan Rudowicz został oskarżony i skazany na 1,5 roku więzienia za malwersacje finansowe. Matka prowadziła swobodny styl życia przez większość czasu nie pracując, więc córka musiała dość szybko zająć się utrzymaniem rodziny. Maria zarabiała na życie wykonując drobne usługi dla sąsiadów, np. pomoc w robieniu zakupów oraz korzystała z pomocy organizacji charytatywnych. Po II wojnie światowej utrzymywała się z renty. Urodziła dwóch synów, Bolesława i Romualda.
Na początku lat 50. Rataj rozpoczęła spisywanie wspomnień z okresu dwudziestolecia międzywojennego i okupacji niemieckiej w Poznaniu. Poprzez dziecięce anegdoty ukazała barwny obraz marginesu społecznego stolicy Wielkopolski. Dzięki pomocy eseisty i publicysty Aleksandra Rogalskiego dostała stypendium Związku Literatów Polskich (chociaż do samego Związku nigdy nie została przyjęta, co uzasadniano zbyt niewielkim dorobkiem literackim). Tekst wspomnień autorka ukończyła w 1956 roku. Prozaik Zdzisław Romanowski zredagował go: dokonał skrótów i zmian stylistycznych, a niektóre fragmenty usunął, prawdopodobnie ze względów politycznych. Wspomnienia ukazały się drukiem w 1962 roku nakładem Wydawnictwa Poznańskiego. Książka okazała się bestsellerem – w ciągu czterech miesięcy sprzedano 10 tys. egzemplarzy. Prasa recenzowała Zaułki grzecznego miasta bardzo pozytywnie.
Maria Rataj jest także autorką nieopublikowanego zbioru opowiadań Bez parawanu. Została pochowana na cmentarzu Miłostowo w Poznaniu.
W 2007 ukazało się nakładem wydawnictwa Kwartet wznowienie wspomnień Rataj, pod tytułem Grzeszne miasto. Tekst został zredagowany ponownie na podstawie rękopisów autorki, bez ingerencji Romanowskiego, ze znacznie zwiększoną ilością stron.